# Wozdwyżenka (rejon bachmucki)
Wozdwyżenka (ukr. Воздвиженка, wcześniej Krasnyj Pachar, ukr. Красний Пахар) – wieś na Ukrainie, w obwodzie donieckim, w rejonie bachmuckim. W 2001 liczyła 335 mieszkańców.